# Стара Буда (Бучанський район)
Стара Бу́да —  село в Україні, у Бучанському районі Київської області. Населення становить 116 осіб. Входить до складу Бородянської селищної громади.

## Географія
Через село тече річка Мирча, права притока Талі.
| Україна | Це незавершена стаття з географії України. Ви можете допомогти проєкту, виправивши або дописавши її. |